# Miroslav (Znojmói járás)
Miroslav település Csehországban, a Znojmói járásban. Miroslav Damnice, Dolenice, Hostěradice, Mackovice, Miroslavské Knínice, Oleksovice, Suchohrdly u Miroslavi és Kadov településekkel határos. Lakosainak száma 3100 fő (2024. január 1.).

## Népesség
A település lakosságának változását az alábbi diagram mutatja:
| Lakosok száma | 3017 | 3267 | 3504 | 2389 | 2926 | 3010 | 2906 | 2945 | 3003 | 3100 |
|               | 1869 | 1890 | 1921 | 1950 | 1980 | 2001 | 2017 | 2019 | 2022 | 2024 |